# Липов гај
Липов гај је градска четврт односно стамбени комплекс у Новом Саду.

## Положај насеља
Липов гај се налази у западном делу Новог Сада, на излазу из Новог Сада према Ветернику: у саставу је градског насеља Нови Сад и месне заједнице Адице, али такође и у саставу катастарске општине Ветерник.
Насеље се налази јужно од Новосадског пута и источно од спортског центра "Вујадин Бошков".

## Карактеристике насеља
Стамбени комплекс Липов гај има карактеристике мешовитог становања. Комплекс представља у највећој мери реализовану целину, са различитим типовима стамбених јединица, породичним и вишепородичним. Ово је ограђено ексклузивно луксузно насеље са чуварима у које може да се уђе само на позив станара. У њему живе многи познати Новосађани, због чега ово насеље називају и "Новосадско Дедиње".